# Abu Hakfa asz-Szamali
Abu Hakfa asz-Szamali (arab. أبو حكفة الشمالي) – miejscowość w Syrii, w muhafazie Hims. W 2004 roku liczyła 629 mieszkańców.